# Antoon van Dyck
Anthonis van Dyck (i England Sir Anthony van Dyck, Antoon van Dyck eller Dijck født 22. marts 1599 i Antwerpen, død 9. december 1641 i London) var en flamsk maler og engelsk hofmaler.
Van Dyck var i sine unge år Peter Paul Rubens' dygtigste elev. I 1615 begyndte van Dyck at arbejde selvstændigt, og han udførte blandt andet et antal malerier med motiver fra Bibelen. Fra den tid stammer Den hellige Hieronymus (Nationalmuseum, Stockholm). 
I 1620 rejste han til London med forhåbning om at få kontakt med kong Jakob 1.. Det mislykkedes. Efter fire måneder vendte han tilbage til Flandern og fortsatte til Italien, hvor han var i seks år for at studere de store italienske mestre. Hans erfaringer blev grundlæggende for hans fremgang som portrætmaler. I 1627 var han tilbage i Antwerpen, og i de følgende år fuldførte han en lang række mesterværker.
Rygtet om hans kvaliteter nåede den nye engelske monark Karl 1., som kaldte van Dyck til London. Hans fremgang i England skete med rekordfart, og efter kort tid var han berømt. Han malede portrætter af kongen, dronningen, deres børn og en lang række hoffunktionærer som dværgen, gøgleren Jeffrey Hudson og kongens elskerinde Margaret Lemon.
I juli 1632 blev van Dyck adlet, og året efter blev han udnævnt til kongelig hofmaler. Han blev tildelt en betydelig pension og giftede sig med datteren af Lord Ruthven. I den sidste del af sit liv fuldendte han hovedsagelig portrætter, som hans elever malede efter hans direktiv.
Van Dyck fik stor indflydelse på engelsk portrætmaleri.
Sir Anthony van Dyck er begravet i St Paul's Cathedral i London.

## Galleri
- Anthonis van Dyck (1599-1641)
 Selvportræt med solsikke
- Jupiter og Antiope
- Karl I af England
- Karl 1. i tre positioner